# Turanodinia nigripalpis
Turanodinia nigripalpis är en tvåvingeart som beskrevs av Papp 2002. Turanodinia nigripalpis ingår i släktet Turanodinia och familjen tickflugor.
Artens utbredningsområde är Ungern. Inga underarter finns listade i Catalogue of Life.